# والي ماكراي
والي ماكراي (بالإنجليزية: Wally McRae) هو فيلسوف وراعي البقر وشاعر أمريكي، ولد في 26 فبراير 1936.